# Ogre Tones
Ogre Tones è un album in studio del gruppo musicale statunitense King's X, pubblicato nel 2005 dalla Inside Out Music.

## Tracce
1. Alone – 2:57
2. Stay – 2:23
3. Hurricane – 3:31
4. Fly – 2:43
5. If – 2:58
6. Bebop – 4:00
7. Honesty – 2:42
8. Open My Eyes – 4:03
9. Freedom – 3:21
10. Get Away – 3:25
11. Sooner or Later – 7:00
12. Mudd – 4:41
13. Goldilox (Reprise) – 4:52
14. Bam – 2:43

## Formazione

### Gruppo
- Doug Pinnick – voce, basso
- Ty Tabor – voce, chitarra
- Jerry Gaskill – voce, batteria